# Elemento quadrilátero bilinear
O elemento quadrilátero bilinear (em inglês:  bilinear quadrilateral element), também conhecido como elemento Q4, é um tipo de elemento usado no Método dos Elementos Finitos, usado para aproximar a solução exata bidimensional de uma dada equação diferencial.
O elemento consiste de uma combinação de dois conjuntos de polinômios de Lagrange, cada um usado para definir a variação de um campo em cada direção ortogonal do referencial local.